# Таг (музыка)
Таг (арм. Տաղ) — продолжительное по времени исполнения, часто сольное, одноголосное песнопение средневековой армянской духовной музыки, носившее виртуозно-концертный характер; особый жанр профессиональной богослужебной музыки в средневековой Армении.

## Духовный таг
Таг — один из четырех основных жанров церковной музыки средневековой Армении. Его самые первые образцы относятся к V веку. Как считают исследователи, первоначально подобные песнопения представляли собой поэтическую проповедь, являющуюся символической интерпретацией событий земной жизни Иисуса Христа и деяний святых. Истоки искусства тагов обычно видят в творчестве гусанов и в повседневной музыкальной традиции крестьянства. Впоследствии, наряду с религиозными тагами появилась и светская разновидность тагов. 
В Средние века религиозный таг считался наиболее свободным от регламентации жанром церковной музыки. Тем не менее, таги были привязаны к календарю церковных праздников и исполнялись во время богослужения, хотя могли звучать и за его рамками. Расцвет искусства сочинения и исполнения религиозных тагов пришелся на X век. Наиболее ярким его представителем этого времени является Григор Нарекаци. Новый расцвет таговой лирики относится к XII веку, когда творили Хачатур Таронаци и Нерсес Шнорали. Этот взлёт искусства тагов обычно связывают с созданием во II половине XII века более совершенной системы музыкальной нотописи, позволявшей точно записывать сложную и изысканную мелодию тага. Многие из духовных тагов сохранились в составе особых сборников — «Гандзаран». Самый известный среди них — «Гандзаран» Мхитара Айриванеци, созданный им в 1286 году и содержащий созданные им сочинения, а также авторский комментарий к сборнику. Уже в XIII—XIV веке религиозный таг постепенно начинает уступать светскому тагу.

## Светский таг
До нашего времени дошло несколько светских тагов Григора Нарекаци, устная традиция которых была записана в конце XIX века: «Телега спускается с горы Арарат», «Очи-море» и другие Наиболее ярким представителем светских тагов был Фрик, живший в XIII веке. В 1513 году  в Венеции, где существовала крупная армянская диаспора, был напечатан первый сборник светских тагов — «Тагаран». Иногда в литературе встречается утверждение, что последним создателем светских тагов был Наапет Кучак (XVI век). Однако, это утверждение является ошибочным, и, вероятно, основано на словах самого Кучака о себе и как тагопевце, и, преимущественно, как ашуге (это название он применил впервые по отношению к музыканту и поэту). 
Создание и исполнение подобных сочинений продолжается активно в XVII и XVIII веках, хотя по интенсивности уступает искусству ашугов. Один из самых выдающихся образцов позднего тага — «Журавель», относящийся к XVII веку. 
Как особый жанр светской лирики таг просуществовал до XIX века.

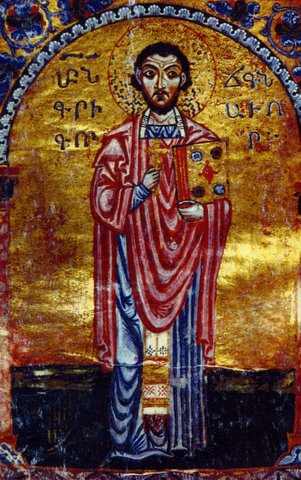
Григор Нарекаци на миниатюре XII века.
Таг Григора Нарекаци  «Авик» (X век), записанный Комитасом.
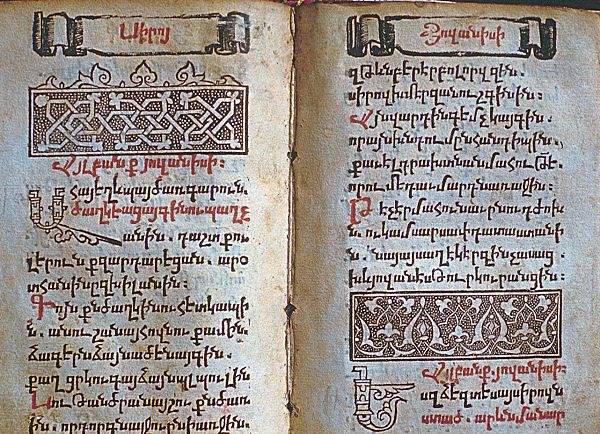
Первое издание «Тагарана». Венеция, 1513 год